# Jan Prokop
Jan Prokop (19. listopadu 1911 Plzeň – 18. září 2004 Plzeň) byl český generál, letecký technik, příslušník Royal Air Force v období druhé světové války a politický vězeň komunistického režimu.

## Život

### Před druhou světovou válkou
Jan Prokop se narodil 19. listopadu 1911 v Plzni v rodině Václava Prokopa a Marie, rozené Novákové. Vyučil se a 1. října 1930 narukoval k československému vojenskému letectvu. V rámci prezenční vojenské služby absolvoval poddůstojnickou školu a mechanický a střelecký kurz. Po skončení předepsané doby pokračoval v armádě jaké délesloužící poddůstojník ve funkci vrchního mechanika u 71. letky leteckého pluku 6. Jeho žádost o přijetí do školy pro rotmistry byla dvakrát zamítnuta a tak k 1. říjnu 1936 odešel v hodnosti četaře do zálohy a nastoupil k četnictvu. Zde se postupně vypracoval na funkci vrchního leteckého mechanika Četnické letecké hlídky v Terezíně. Dosáhl hodnosti strážmistra.

### Druhá světová válka

#### Francie
Po německé okupaci odešel Jan Prokop v červnu 1939 ilegálně do Polska, kde se v Krakově přihlásil do zde vznikající československé zahraniční vojenské jednotky. Následně odplul společně s dalšími do Francie, kam přibyl 1. srpna téhož roku a 24. srpna podepsal vstup do cizinecké legie. Po vypuknutí druhé světové války byl 11. září přesunut na leteckou základnu v Chartres, kam směřovali i další příslušníci vznikajícího československého zahraničního vojenského letectva. Byl mezi těmi, kteří byli po patřičném zaškolení odesláni k bojové jednotce GC III/3 a jako příslušník pozemního technického personálu se zúčastnil bitvy o Francii. Dne 21. května 1940 se mu na základně v Cormeilles-en-Vexin podařilo ze země kulometem sestřelit útočící bombardér Dornier Do 17, čímž se stal jediným příslušníkem československého pozemního personálu majícím na svém kontě sestřel nepřátelského stroje.

#### Velká Británie
Po pádu Francie se Jan Prokop přes severní Afriku evakuoval do Velké Británie, kde byl ustanoven do funkce vrchního mechanika 312. československé stíhací perutě RAF, ve které působil do 11. března 1943, kdy byl převelen k technické jednotce 30. MU. Dále si zvyšoval kvalifikaci a dne 20. července 1943 byl na vlastní žádost přijat do jednotky No 3207 Servicing Commando, jejímž úkolem bylo působení na polních letištích na kontinentě a její příslušníci museli ovládat obsluhu velkého množství typů letadel včetně protivníkových. Po vylodění v Normandii působil v jejím rámci na letištích ve Francii a Belgii. Do Velké Británie se vrátil 21. ledna 1945 a stal se instruktorem v československém leteckém depu v St Athanu. Do konce války dosáhl hodnosti nadporučíka.

### Po druhé světové válce

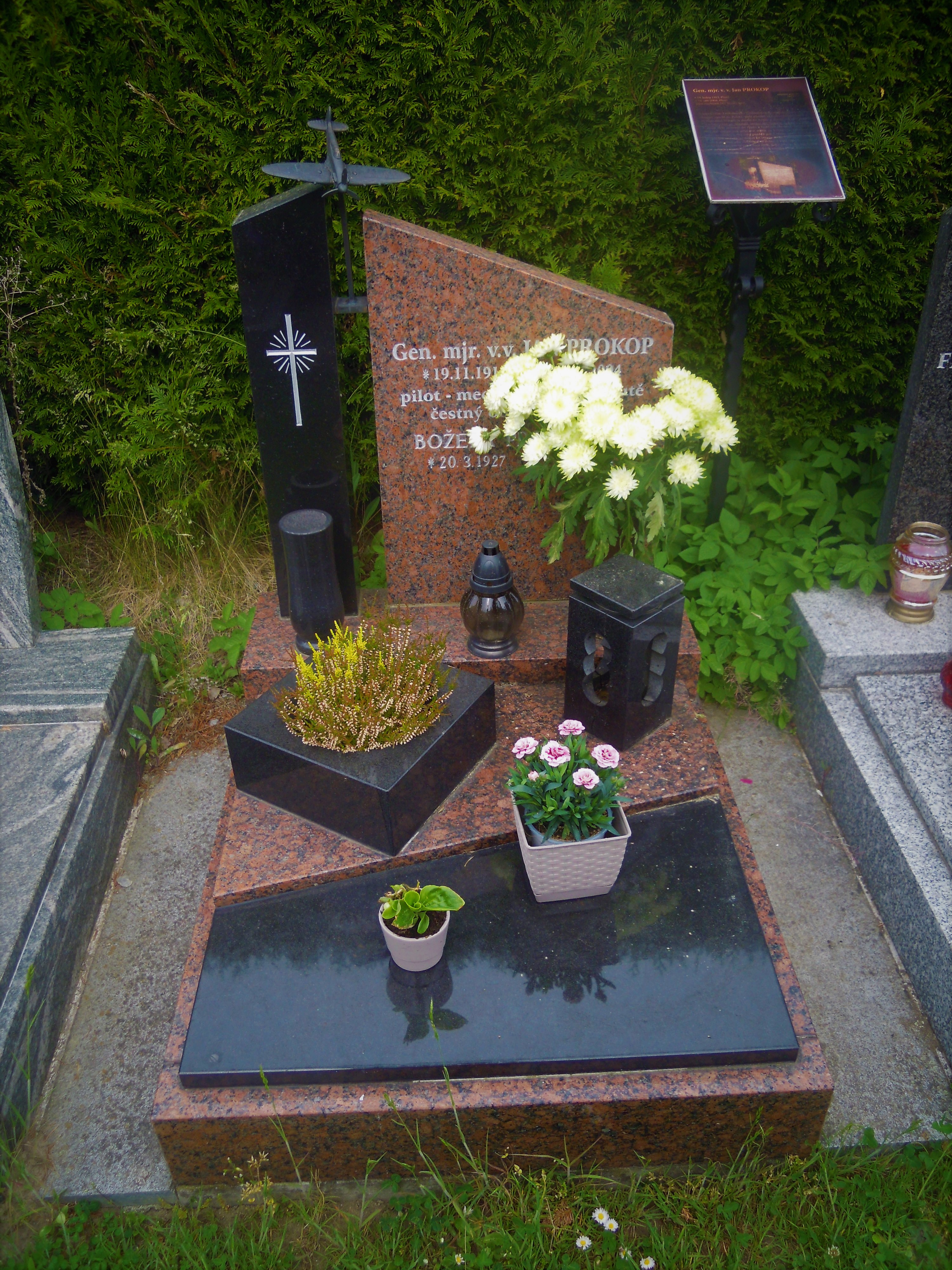
Čestný hrob Jana Prokopa

Ještě na území Velké Británie Jan Prokop 9. července 1945 odmaturoval na tamní Československé státní střední škole a poté se navrátil do Československa. Zůstal u armádního letectva, kde působil zejména jako pedagog. Dosáhl hodnosti štábního kapitána. Po komunistickém převratu v únoru 1948 plánoval opětné opuštění země, jeho útěk byl ale vyzrazen a 4. prosince 1948 byl Jan Prokop zatčen. Soudním líčením probíhajícím na přelomu února a března 1949 byl odsouzen k sedmi letům vězení. V květnu 1950 byl za společnou přípravu (možná vyprovokovaného) útěku z věznice Bory odsouzen k dalším dvaceti letům vězení (změněno z původního udělení trestu smrti). Ve vězení (mj. v Opavě a Leopoldově) strávil sedmnáct let, propuštěn byl 25. června 1966 možná jako úplně poslední z příslušníků západních jednotek československé zahraniční armády. Částečně rehabilitován byl v roce 1968, kdy mu byla navrácena hodnost, definitivně pak v roce 1990, kdy byl rovněž povýšen na plukovníka. V roce 1996 byl povýšen do hodnosti generálmajora. Dožil v Plzni, zemřel 18. září 2004. Pohřben je na boleveckém hřbitově. Jeho hrob byl v roce 2012 označen jako čestný hrob.

## Vyznamenání
- 1940 Československý válečný kříž 1939
- 1940 Croix de guerre
- Československá medaile Za chrabrost před nepřítelem
- 1944 Československá medaile za zásluhy II. stupně
- 1944 Pamětní medaile československé armády v zahraničí
- Hvězda 1939–1945
- Africká hvězda
- Hvězda za Francii a Německo
- 1991 Řád Milana Rastislava Štefánika